# Programa Langlands
En matemàtiques, el programa Langlands és un conjunt de conjectures sobre connexions entre la teoria dels nombres i la geometria. Va ser proposat per Robert Langlands (1967, 1970). Pretén relacionar els grups de Galois en la teoria algebraica dels nombres amb les formes automòrfiques i la teoria de la representació de grups algebraics sobre camps locals i adels. Va ser descrita per Edward Frenkel com la "gran teoria unificada de les matemàtiques".

## Rerefons
El programa Langlands es basa en idees existents: la filosofia de les formes cúspides formulada uns anys abans per Harish-Chandra i  ([[#CITEREF|]])  , el treball i l'enfocament de Harish-Chandra sobre els grups de Lie semisimples, i en termes tècnics la fórmula de traça de Selberg i altres.
El que era nou en el treball de Langlands, a més de la profunditat tècnica, era la connexió proposada amb la teoria dels nombres, juntament amb la seva rica estructura organitzativa hipotetitzada (l'anomenada funcionalitat).
El treball de Harish-Chandra va explotar el principi que el que es pot fer per a un grup de mentides semisimple (o reductiu) es pot fer per a tots. Per tant, un cop reconegut el paper d'alguns grups de Lie de dimensions baixes com GL(2) en la teoria de les formes modulars, i amb la retrospectiva GL(1) en la teoria de camps de classe, el camí estava obert a l'especulació sobre GL(n) per a n>2 general.
La idea de la forma de la cúspide va sorgir de les cúspides de les corbes modulars, però també tenia un significat visible en la teoria espectral com a " espectre discret ", en contrast amb l'"espectre continu" de la sèrie d'Eisenstein. Es torna molt més tècnic per a grups de Lie més grans, perquè els subgrups parabòlics són més nombrosos.
En tots aquests enfocaments estaven disponibles mètodes tècnics, sovint de naturalesa inductiva i basats en descomposicions de Levi entre altres qüestions, però el camp continuava sent exigent.
Des de la perspectiva de les formes modulars, s'havien desenvolupat exemples com les formes modulars de Hilbert, les formes modulars de Siegel i les sèries theta.

## Objectes
Les conjectures han evolucionat des que Langlands les va declarar per primera vegada. Les conjectures de Langlands s'apliquen a molts grups diferents en molts camps diferents per als quals es poden afirmar, i cada camp ofereix diverses versions de les conjectures. Algunes versions  són vagues o depenen d'objectes com ara els grups de Langlands, l'existència dels quals no està demostrada, o del grup L que té diverses definicions no equivalents.
Objectes per als quals es poden afirmar les conjectures de Langlands:
- Representacions de grups reductors sobre camps locals (amb diferents subcasos corresponents a camps locals arquímedes, camps locals p -àdics i completacions de camps de funció)
- Formes automòrfiques en grups reductors sobre camps globals (amb subcasos corresponents a camps numèrics o camps de funció).
- Anàlegs per a camps finits.
- Camps més generals, com ara camps de funció sobre els nombres complexos.

## Conjectures
Les conjectures es poden enunciar de diferents maneres de manera que estiguin estretament relacionades però no òbviament equivalents.

### Reciprocitat
El punt de partida del programa va ser la llei de reciprocitat d'Emil Artin, que generalitza la reciprocitat quadràtica. La llei de reciprocitat d'Artin s'aplica a una extensió de Galois d'un camp numèric algebraic el grup de Galois del qual és abelià; assigna funcions L a les representacions unidimensionals d'aquest grup de Galois, i afirma que aquestes funcions L són idèntiques a determinades sèries L de Dirichlet o sèries més generals (és a dir, certs anàlegs de la funció zeta de Riemann) construïdes a partir de caràcters de Hecke. La correspondència precisa entre aquests diferents tipus de funcions L constitueix la llei de reciprocitat d'Artin.
Per a grups de Galois no abelians i representacions de dimensions superiors d'ells, les funcions L es poden definir d'una manera natural: Funcions L Artin.
La idea de Langlands va ser trobar la generalització adequada de les funcions L de Dirichlet, que permetria la formulació de l'afirmació d'Artin en l'entorn més general de Langland. Hecke havia relacionat anteriorment les funcions L de Dirichlet amb formes automòrfiques ( funcions holomòrfiques al mig pla superior del pla numèric complex). {\displaystyle \mathbb {C} } que compleixin determinades equacions funcionals). Langlands va generalitzar-les a representacions cuspidals automòrfiques, que són certes representacions irreductibles de dimensions infinites del grup lineal general GL(n) sobre l'anell adele de {\displaystyle \mathbb {Q} } (els nombres racionals ). (Aquest anell fa un seguiment de totes les finalitzacions de {\displaystyle \mathbb {Q} ,} vegeu els nombres p-àdics).
Langlands va adjuntar funcions L automòrfiques a aquestes representacions automòrfiques i va conjecturar que cada funció L d'Artin que sorgeix d'una representació de dimensions finites del grup de Galois d'un camp numèric és igual a una que sorgeix d'una representació cuspidal automòrfica. Això es coneix com la seva conjectura de reciprocitat.
A grans trets, aquesta conjectura dóna una correspondència entre representacions automòrfiques d'un grup reductor i homomorfismes d'un grup de Langlands a un grup L. Això ofereix nombroses variacions, en part perquè les definicions del grup de Langlands i del grup L no són fixes.
Sobre els camps locals, això s'espera que doni una parametrització de paquets L de representacions irreductibles admissibles d'un grup reductor sobre el camp local. Per exemple, sobre els nombres reals, aquesta correspondència és la classificació de Langlands de representacions de grups reductors reals. Sobre els camps globals, hauria de donar una parametrització de les formes automòrfiques.

### Funcionalitat
La conjectura de la funcionalitat estableix que s'espera que un homomorfisme adequat de grups L doni una correspondència entre formes automòrfiques (en el cas global) o representacions (en el cas local). A grans trets, la conjectura de reciprocitat de Langlands és el cas especial de la conjectura de funcionalitat quan un dels grups reductors és trivial.

### Conjectures geomètriques
El programa geomètric de Langlands, suggerit per Gérard Laumon seguint idees de Vladimir Drinfeld, sorgeix d'una reformulació geomètrica del programa de Langlands habitual que intenta relacionar més que representacions irreductibles. En casos simples, relaciona les representacions l-àdiques del grup fonamental de l'étale d'una corba algebraica amb objectes de la categoria derivada de l-àdic fasges de la pila de mòduls de paquets vectorials sobre la corba.
Un projecte col·laboratiu de 9 persones liderat per Dennis Gaitsgory va anunciar una prova de la conjectura geomètrica de Langlands (categòrica, no ramificada) aprofitant els eigensheaves de Hecke com a part de la prova.

## Estat
La correspondència de Langlands per a GL(1, K ) segueix (i és essencialment equivalent a) la teoria de camps de classes.
Langlands va demostrar les conjectures de Langlands per a grups sobre els camps locals d'Arquimède {\displaystyle \mathbb {R} } (els nombres reals) i {\displaystyle \mathbb {C} } (els nombres complexos) donant la classificació de Langlands de les seves representacions irreductibles.
La classificació de Lusztig de les representacions irreductibles de grups de tipus Lie sobre camps finits es pot considerar un anàleg de les conjectures de Langlands per a camps finits.
La prova de modularitat d'Andrew Wiles de corbes el·líptiques semiestables sobre racionals es pot veure com un exemple de la conjectura de reciprocitat de Langlands, ja que la idea principal és relacionar les representacions de Galois que sorgeixen de les corbes el·líptiques amb les formes modulars. Encara que els resultats de Wiles s'han generalitzat substancialment, en moltes direccions diferents, la conjectura completa de Langlands {\displaystyle {\text{GL}}(2,\mathbb {Q} )} resta sense provar.